# Prêmio Paulista de Qualidade em Gestão
O Prêmio Paulista de Qualidade em Gestão (PPQG) é um prêmio, instituído em 1997 pelo Instituto Paulista de Excelência na Gestão, às empresas paulistas que se distinguem por boas práticas da gestão.
O PPQG se baseia nos critérios de excelência da Fundação Nacional da Qualidade.

## Premiação
O PPQG é atribuído anualmente, sempre no mês de junho, e é dividido em três categorias:
- Nível I - 250 pontos[1]
- Nível II - 500 pontos[2]
- Nível III - 750 pontos[3]

Para concorrer ao PPQG, é necessário escrever um relatório da gestão com todas as práticas de gestão da empresa, bem como os seus resultados. O Relatório é examinado por um conjunto de examinadores independentes.